# کریستوفر بوربیکونی
کریستوفر بوربیکونی (انگلیسی: Christophe Borbiconi؛ زادهٔ ۲۶ فوریهٔ ۱۹۷۳) بازیکن فوتبال اهل فرانسه است که در پست مدافع بازی می‌کرد.
از باشگاه‌هایی که در آن بازی کرده‌است می‌توان به باشگاه فوتبال نیم المپیک، باشگاه فوتبال اف۹۱ دودلانژ، باشگاه فوتبال نانسی، و باشگاه فوتبال سدان اشاره کرد.